# رافنس‌واود
راونسود (به هلندی: Ravenswoud) یک منطقهٔ مسکونی در هلند است که در اوست‌استلینگ‌ورف واقع شده‌است. راونسود ۴۰۰ نفر جمعیت دارد.